# Ivar Olofsson
Ivar Lorens Rudolf Olofsson, född den 13 oktober 1885 i Kvidinge församling, dåvarande Kristianstads län, död den 3 december 1956 i Tåssjö, Ängelholms kommun var en svensk illegal fosterfördrivare. Ivar Olofsson utförde närmare tusen aborter i Sverige mellan 1932 och 1934 innan han greps 1934. Han kallade sig Dr. Ivar Olofsson och presenterade sig ofta som läkare trots att han inte var det, men han var utbildad inom gynekologi och obstetrik i USA. Han ville kalla sig själv för "abortolog".

## Uppväxt
Ivar Olofsson var ett av sju barn till byggarbetaren Olof Nilsson Rudolf och hemmafrun Maria Sandell. Olofsson arbetade som bland annat sjöman och gruvarbetare efter genomförd folkskoleutbildning innan han 20 år gammal begav sig till Kanada där han arbetade som snickare. Han återvände till Sverige kort därefter för att mönstra, men flydde landet till Danmark för att undgå straff efter att ha tagit illegala permissioner från militärtjänsten. I Danmark arbetade han på bondgård och blev slutligen tillfångatagen när han återvände till Sverige varpå han dömdes till ett års fängelse. Olofsson arbetade efter frigivningen som hamnarbetare i England och byggnadsarbetare i Kanada. 

## Tiden i USA
När Olofsson var 23 år gammal, år 1908, flyttade han till USA där han först jobbade som försäkringsagent och boxare innan han intresserade sig för abortfrågan efter att en kärleksrelation slutade i en oönskad graviditet och därmed abort. Han kom i kontakt med ett privat college i Washington där han utbildade sig inom gynekologi och obstetrik medan han försörjde sig genom att arbeta som mjölkbud. 1914 öppnade Olofsson en privat abortklinik i New York tillsammans med en läkare med målet att tjäna 100 000 dollar vardera, då man skulle stänga kliniken, ett mål som uppnåddes efter 10 år.
Han blev kvar i USA till år 1930 och fortsatte att utföra aborter, och enligt honom själv utförde han 11 000 aborter under sina år i landet.  1920 startade han en förening av abortörer i New York, The American Abortologists Association där han var verksam som instruktör. Målet med föreningen var enligt Olofsson att göra aborter helt riskfria och taxan fastställdes till 100 dollar för en abort, med vissa undantag ifall kvinnor inte kunde betala, enligt Olofsson själv.
Under hans tid i New York medgav han själv att det kunde förekomma “ett par dödsfall per vecka” på klinikerna, något som omskrevs i media. Enligt Olofsson kunde dessa dödsfall förklaras med att läkarna inte hade tillräcklig kunskap inom abort och kunde därför tillskrivas okunnighet, men även nervositet. Flera läkare ställdes inför rätta. Olofsson påstod dock 1949 att han själv alltid lyckades utföra säkra aborter.
| ”                                                                 | För min egen del hade jag lyckats undgå dödsfall, men jag förklarade bestämt, att det första dödsfallet jag fick i abort, skulle betyda, att jag för alltid slutade med min praktik på det området. Så var, och är fortfarande, min personliga inställning till abortfrågan. | „ |
| – Ivar Olofsson, Abort eller katastrof: Frön för tänkare, sida 14 | |   |

Ivar Olofsson tycks aldrig ha berättat, åtminstone finns ingenting i svenska källor, att han var gift och hade barn i USA. År 1912 gifte han sig med Elvina Rachel Stevenson från Hartford, Connecticut och fick tre söner: Robert Alvin, Clements Oscar och Henry Francis under åren 1912–1915.
Omkring 1929 stängde han och den tyske läkaren sin praktik och Olofsson företog en rekreationstripp i bil genom halva USA och Mexico, innan han via London tog sig över till Sverige. Hit anlände han sommaren 1930 med 5 000 dollar i kontanter och ett tillgodohavande i amerikansk bank på 90 000 dollar.

## Abortklinikerna i Sverige
1930 återvände Olofsson till Sverige efter 22 år i USA. Väl tillbaka i Sverige sökte han efter någon han kunde samarbeta med för att propagera mot abortlagen. I Göteborg lärde han känna Hinke Bergegren, som var emot preventivlagen och för barnbegränsning. Men enligt Olofsson var Bergegrens politiska åsikter anledningen till att ett samarbete uteblev.

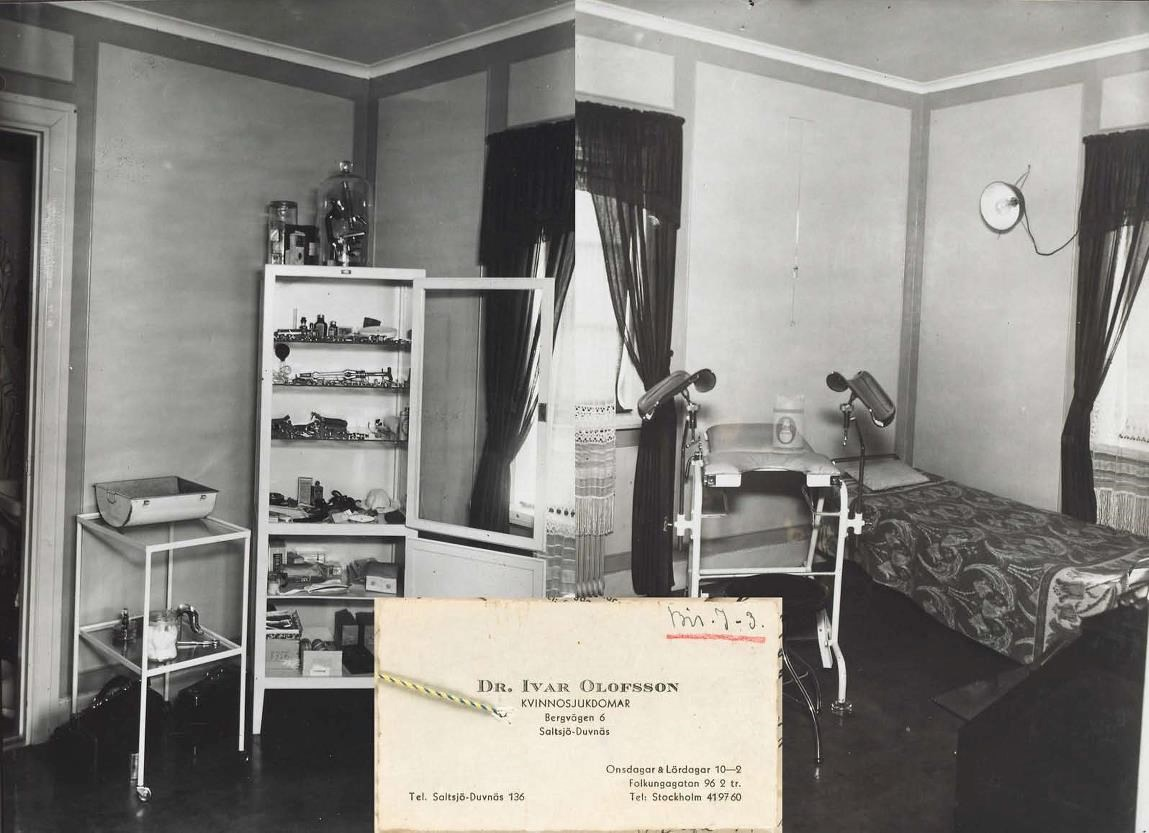
Ivar Olofssons kvinnoklinik i Saltsjö-Duvnäs.

Han åkte vidare till Stockholm och lärde där känna Eugen Albán, som tidigare hade skrivit om abort- och preventivlagen. De höll med varandra om att det bästa sättet att nå förändring var genom att nå ut till folket genom tidskrifter. De startade därav tillsammans tidningen Fysisk vård. Tidskrift för social hygien, kroppsvård, befolkningsfrågor, sexualetik och levnadsreform år 1931. Tidningen nådde inte önskad framgång, vilket gjorde att redaktionen beslöt sig för att öppna en sjukvårdsaffär i lokalen istället. På Klippgatan 9 i Stockholm öppnade de Sjukvårdsaffären Effektiv år 1932 där de utförde aborter både i ett rum i affären och även i Olofssons sommarstuga i Skuru. Året därefter öppnade Olofsson ytterligare två kliniker, en på Bergvägen i Saltsjö-Duvnäs och en på Folkungagatan.
Det var många gånger läkare som hänvisade patienter till Olofssons kliniker, ofta på ett diskret sätt men stundtals genom att ge Olofssons visitkort till kvinnan. 35 av Olofssons patienter uppger senare under rättegången att de blev hänvisade av läkaren N.A. Nilsson, 12 av läkaren Johan Almkvist, och 9 av RFSU.

### Aborten
Kvinnorna som var patienter hos Olofsson fick under det första besöket genomgå en undersökning för att med säkerhet konstatera att kvinnan var gravid. Undersökningarna genomfördes med vanliga gynekologiska instrument och även med sköterskor närvarande. Priset för en abort hos Olofsson varierade mellan 200 och 500 kr, vilket motsvarar mellan 5 500 och 13 500 kr i dagens värde, beroende på hur långt gången graviditeten var. Detta kan jämföras med andra abortörer, som till skillnad från Olofsson vände sig till arbetarklassen, som tog mellan 30 och 50 kronor per abort under ungefär samma tid. Minst en patient, en gift städerska, fick rabatt och ytterligare minst en fick aborten gratis. Olofsson registrerade sina patienter med patientkort där han bland annat tog fingeravtryck på kvinnorna och själv sa han senare att detta var för att skydda sig själv från utpressning. Olofssons abortmetod kallades "synnerligen kvalificerad" i en statlig utredning år 1953, då han använde sig av skrapning efter ingreppen som sänkte sannolikheten för besvär efter aborten.

### Olofssons patienter
En av Olofssons patienter som nämndes i utredningen var den tidigt gravida 24-åriga Gerda som hade fast sällskap men önskade abort på grund av att paret inte hade råd att gifta sig ännu. Gerda var kontorist och tjänade 180 kr i månaden. Aborten genomfördes tämligen smärtfritt på några minuter i sällskap av ett biträde, och Gerda blev hemskickad dagen efter aborten efter en preventivmedelsrådgivning och återhämtade sig snabbt. Av de senare 158 åtalade kvinnorna som hade gjort abort hos Olofsson hade majoriteten fast sällskap och saknade barn, och majoriteten var även i åldrarna 20-35. Tre av de åtalade var under 18 år. Kvinnorna tillhörde främst medelklassen och arbetade bland annat som kontorister och affärsbiträden.

## Politiska åsikter
Ivar Olofsson var, parallellt med sin illegala verksamhet, en öppen förespråkare för fri abort. 1933 skrev han ett brev rubricerat "Till Sveriges Statsmän och Riksdagsmän!" där han manade till riksdagen att legalisera abort och öppna abortkliniker runt om i Sverige. I tidskriften Fysisk vård. Tidskrift för social hygien, kroppsvård, befolkningsfrågor, sexualetik och levnadsreform debatterade han flitigt för abort, preventivmedel och även utökat stöd till mödrar som inte kunde försörja sina barn.
Olofsson säger i sin egen bok 1949 att hans inställning för fri abort kommer från hans barndom, då hans föräldrar “välsignades med avkomma i snabbare takt än inkomsterna flöt in.” I utredningen på fängelset senare säger han att hans drivkraft dels var att hjälpa och dels att få lagen ändrad samt få sin abortmetod erkänd.

## Rättsprocess och dom

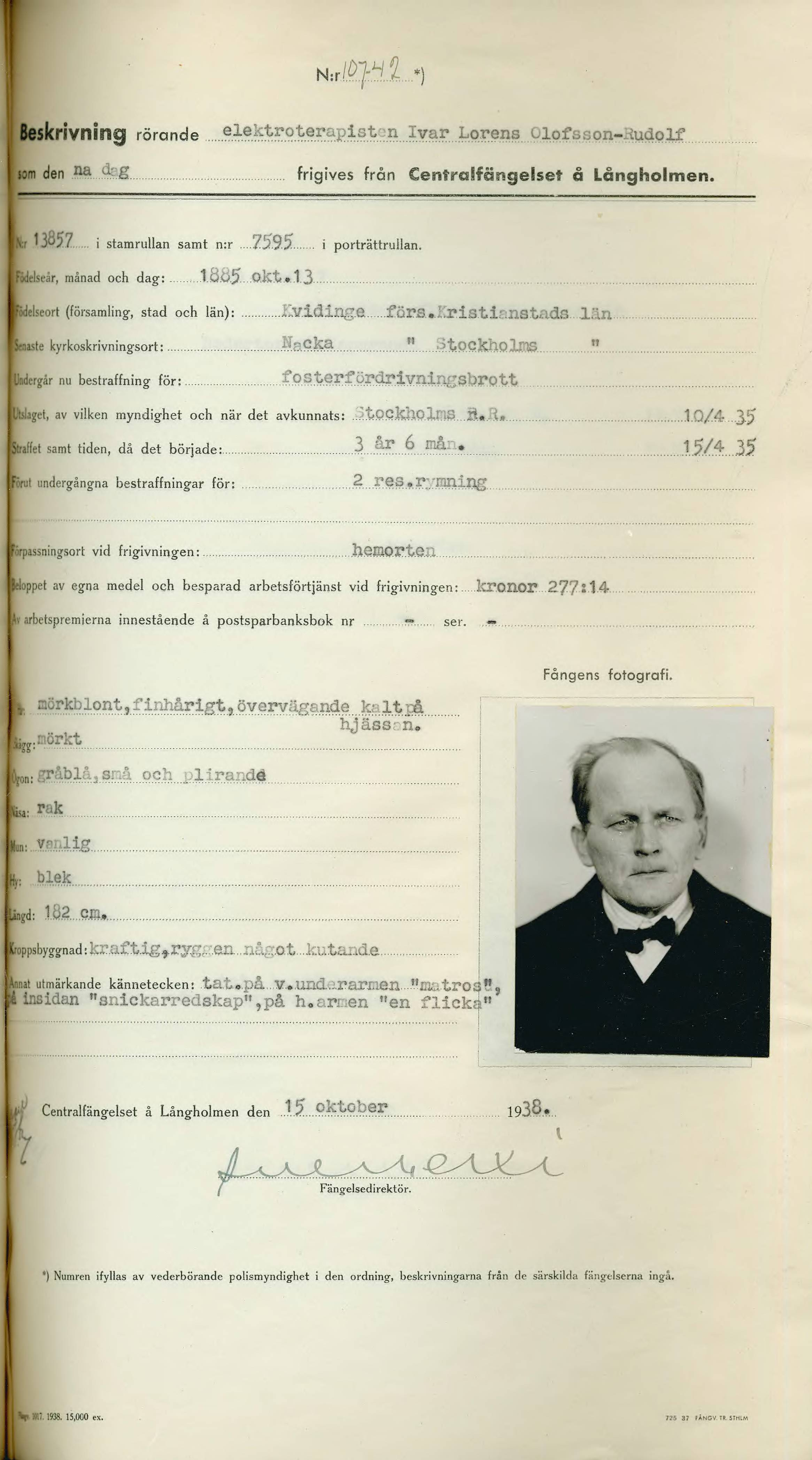
Ivar Olofssons frigivning från Centralfängelset.

Verksamheten som Olofsson bedrev avslöjades 1934, efter att han hade utfört nästan tusen aborter i Sverige, när det kom fram att en kvinna som låg på sjukhus för lunginflammation hade gjort en abort hos Olofsson. I samband med undersökningen hittade man 559 patientkort och åtalade 158 av de kvinnor som hade gjort abort hos Olofsson. Alla förutom två kvinnor som fick uppsöka läkarvård påstod att de inte hade fått några biverkningar efter aborten och att menstruationscykeln kom tillbaka. Även majoriteten av Olofssons anställda, två biträden, en praktikant och ett hembiträde anhölls i samband med utredningen.
I samband med rättegången mot Olofsson åtalades och dömdes RFSU:s ordförande Elise Ottesen-Jensen för att ha förmedlat 4 kvinnor till Olofssons abortklinik, och för det beordrades hon att betala 450 kr i böter. Ottesen-Jensen sa i rätten att hennes motiv var att hjälpa kvinnorna att få mer problem än vad de redan hade, men förnekade aktivt samarbete med Olofsson. Enligt Ottesen-Jensen själv trodde hon att Olofsson var läkare och hennes dom blev medhjälp till abort.
Olofssons advokat i målet var Georg Branting.
Under utredningen konstaterade psykiatriprofessorn Olof Kinberg att Olofsson var en "konstitutionell psykopat" och inte i sinnes fulla bruk. På grund av denna bedömning fick Olofsson ett lindrigare straff. Ivar Olofsson dömdes den 10 april 1935 till straffarbete för illegal fosterfördrivning i 3 år och 6 månader, och samtliga före detta patienter fick villkorliga domar.

## Efter fängelset
Ivar Olofsson frigavs den 15 oktober 1938. Sannolikt fortsatte han med sin verksamhet långt fram i tiden. Redan två år efter frigivningen blev han åter föremål för polisens intresse. En tät trafik av kvinnor till villan i Saltsjö-Duvnäs uppmärksammades och en razzia genomfördes, vilken dock ej gav resultat. Bindande bevisning saknades, och Olofsson nekade och menade att han numera endast sysslade med upplysningsverksamhet i sexualfrågor.
I mitten på 1940-talet var han skriven i Hässleholm. Han gifte sig i december 1944 med ett nittonårigt sjukvårdsbiträde och fick en dotter påföljande år. År 1946 flyttade han till en lägenhet på Buntmakargatan i Helsingborg och påbörjade boken Abort eller katastrof med undertiteln Frön för tänkare, som utgavs på eget förlag 1949. En andra upplaga utgavs året därpå, och dessutom en liten numrerad "kulturupplaga" inbunden i halvfranskt band. Han utlovade en andra bok som skulle få titeln En abortologs memoarer, med planerad utgivning år 1951, men den kom aldrig ut, kanske för att han detta år anhölls som misstänkt för att ha återupptagit sin illegala verksamhet. Han dömdes till 20 månaders straffarbete av rådhusrätten i Helsingborg och samma år upplöstes äktenskapet med den unga hustrun.

Hans sista år tillbringades i barndomshemmet i Tåssjö, där han avled den 3 december 1956 i en ålder av 71 år.

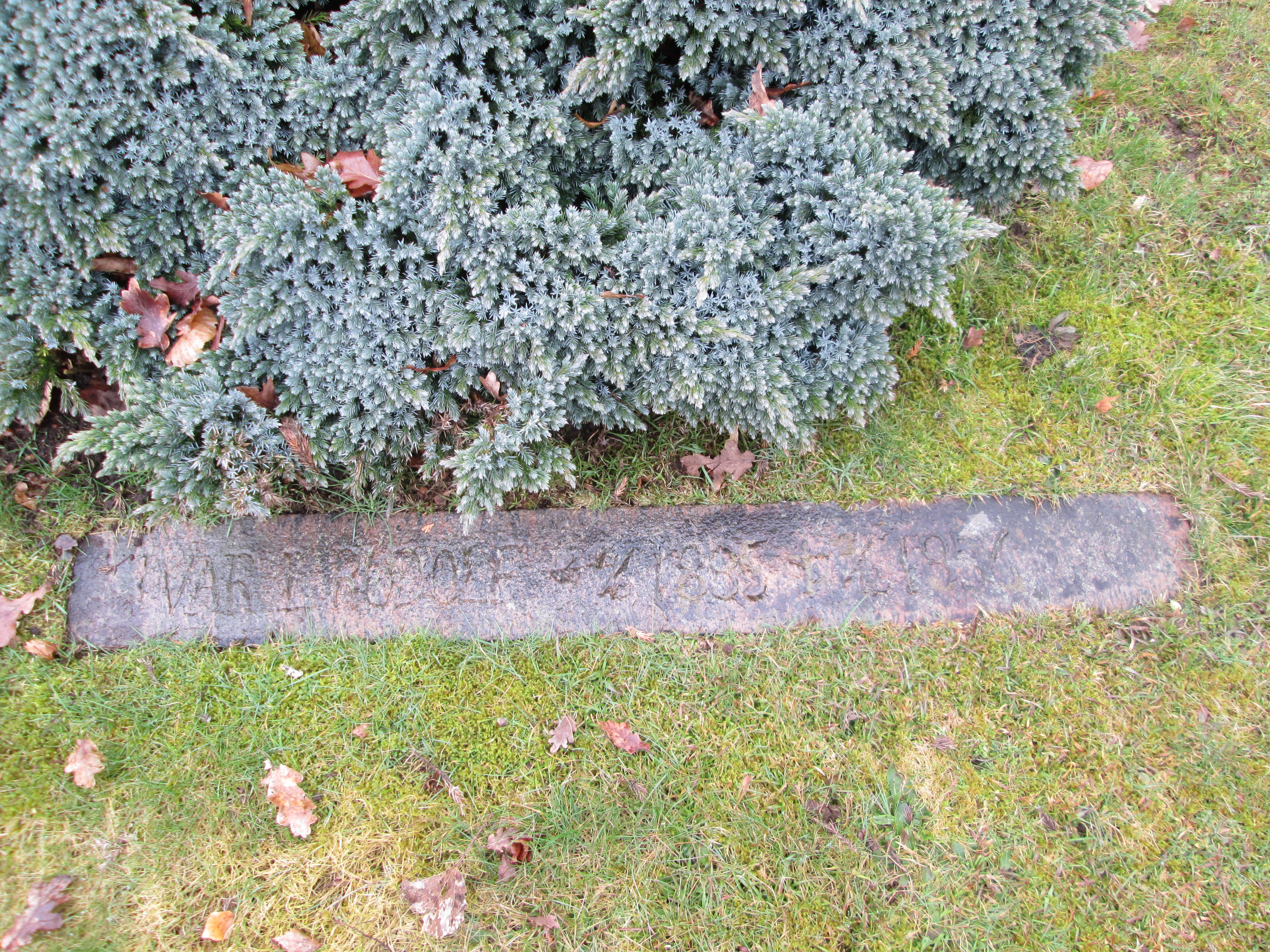
Ivar Olofssons enkla gravplats på kyrkogården i Tåssjö, Ängelholms kommun.